# Abai
Abai (grekiska Άβαί eller Ἄβαι), även Abae, var en forntida stad i Grekland, i landskapet Fokis nordöstra hörn. Där fanns Apollontempel och ett orakel, som tidigt hade stort anseende. Xerxes I plundrade och brände templet 480 f. Kr. Ruiner finnas kvar vid byn Exarcho.